# Okręg wyborczy nr 22 do Sejmu Rzeczypospolitej Polskiej
Okręg wyborczy nr 22 do Sejmu Rzeczypospolitej Polskiej obejmuje obszar miast na prawach powiatu Krosna i Przemyśla oraz powiatów bieszczadzkiego, brzozowskiego, jarosławskiego, jasielskiego, krośnieńskiego, leskiego, lubaczowskiego, przemyskiego, przeworskiego i sanockiego (województwo podkarpackie). W obecnym kształcie został utworzony w 2001. Wybieranych jest w nim 11 posłów w systemie proporcjonalnym.
Siedzibą okręgowej komisji wyborczej jest Krosno.

## Wyniki wyborów
| Podział 11 mandatów: SLD–UP: 4 Samoobrona: 2 PSL: 2 PO: 1 PiS: 1 LPR: 1 |

| Podział 11 mandatów: SLD: 1 Samoobrona: 1 PSL: 1 PO: 2 PiS: 4 LPR: 2 |

| Podział 11 mandatów: LiD: 1 PSL: 1 PO: 3 PiS: 6 |

| Podział 11 mandatów: RP: 1 PSL: 1 PO: 3 PiS: 6 |

| Podział 11 mandatów: PSL: 1 K’15: 1 PO: 2 PiS: 7 |

| Podział 11 mandatów: KO: 2 PSL: 1 PiS: 8 |

| Podział 11 mandatów: KO: 2 Trzecia Droga: 1 Konfederacja: 1 PiS: 7 |

## Reprezentanci okręgu
| Sejm | Rok  | Poseł KW       | Poseł KW                     | Poseł KW                   | Poseł KW          | Poseł KW                         | Poseł KW        | Poseł KW          | Poseł KW       | Poseł KW                        | Poseł KW             | Poseł KW           | Poseł KW             | Poseł KW         | Poseł KW   | Poseł KW | Poseł KW           | Poseł KW | Poseł KW        | Poseł KW | Poseł KW          | Poseł KW | Poseł KW            |
| ---- | ---- | -------------- | ---------------------------- | -------------------------- | ----------------- | -------------------------------- | --------------- | ----------------- | -------------- | ------------------------------- | -------------------- | ------------------ | -------------------- | ---------------- | ---------- | -------- | ------------------ | -------- | --------------- | -------- | ----------------- | -------- | ------------------- |
| IV   | 2001 |                | W. Firak SLD–UP              |                            | A. Lis Samoobrona |                                  | R. Kędra LPR    |                   | M. Kawa SLD–UP |                                 | W. Domaradzki SLD–UP |                    | T. Kaleniecki SLD–UP |                  | A. Woś PSL |          | E. Łukacijewska PO |          | M. Kasprzak PSL |          | M. Kuchciński PiS |          | J. Głowa Samoobrona |
| V    | 2005 |                | S. Zając PiS                 | J. Maksymiuk Samoobrona    | M. Daszyk LPR     | W. Pomajda SLD (2005) LiD (2007) |                 | A. Ćwierz PiS     |                | T. Kulesza PO                   |                      | M. Golba PiS       |                      | J. Kołodziej LPR |            |          | E. Łukacijewska PO |          | M. Kasprzak PSL |          | M. Kuchciński PiS |          |                     |
| VI   | 2007 |                | S. Zając PiS                 | P. Tomański PO             |                   | W. Pomajda SLD (2005) LiD (2007) | P. Babinetz PiS | A. Ćwierz PiS     |                | T. Kulesza PO                   |                      | M. Golba PiS       | J. Bury PiS          |                  |            |          | E. Łukacijewska PO |          | M. Kasprzak PSL |          | M. Kuchciński PiS |          |                     |
| VI   | 2008 | A. Śnieżek PiS |                              | P. Tomański PO             |                   | W. Pomajda SLD (2005) LiD (2007) | P. Babinetz PiS | A. Ćwierz PiS     |                | T. Kulesza PO                   |                      | M. Golba PiS       | J. Bury PiS          |                  |            |          | E. Łukacijewska PO |          | M. Kasprzak PSL |          | M. Kuchciński PiS |          |                     |
| VI   | 2009 | A. Śnieżek PiS | M. Rząsa PO (2007) KO (2019) | P. Tomański PO             |                   | W. Pomajda SLD (2005) LiD (2007) | P. Babinetz PiS | A. Ćwierz PiS     |                | T. Kulesza PO                   |                      | M. Golba PiS       | J. Bury PiS          |                  |            |          |                    |          | M. Kasprzak PSL |          | M. Kuchciński PiS |          |                     |
| VII  | 2011 | B. Rzońca PiS  | M. Rząsa PO (2007) KO (2019) | P. Tomański PO             |                   | M. Marcinkiewicz RP              | P. Babinetz PiS | S. Piotrowicz PiS | M. Chomycz PO  | K. Ziobro PiS                   |                      | M. Golba PiS       |                      |                  |            |          |                    |          | M. Kasprzak PSL |          | M. Kuchciński PiS |          |                     |
| VII  | 2011 | B. Rzońca PiS  | M. Rząsa PO (2007) KO (2019) | P. Tomański PO             | T. Kulesza PO     | M. Marcinkiewicz RP              | P. Babinetz PiS | S. Piotrowicz PiS |                | K. Ziobro PiS                   |                      | M. Golba PiS       |                      |                  |            |          |                    |          | M. Kasprzak PSL |          | M. Kuchciński PiS |          |                     |
| VIII | 2015 | B. Rzońca PiS  | M. Rząsa PO (2007) KO (2019) |                            | A. Schmidt PiS    |                                  | P. Babinetz PiS | S. Piotrowicz PiS | W. Bakun K’15  | J. Frydrych PO (2015) KO (2019) | P. Uruski PiS        | A. Matusiewicz PiS |                      |                  |            |          |                    |          | M. Kasprzak PSL |          | M. Kuchciński PiS |          |                     |
| VIII | 2018 | B. Rzońca PiS  | M. Rząsa PO (2007) KO (2019) | R. Majka K’15              | A. Schmidt PiS    |                                  | P. Babinetz PiS | S. Piotrowicz PiS |                | J. Frydrych PO (2015) KO (2019) | P. Uruski PiS        | A. Matusiewicz PiS |                      |                  |            |          |                    |          | M. Kasprzak PSL |          | M. Kuchciński PiS |          |                     |
| VIII | 2019 | A. Śnieżek PiS | M. Rząsa PO (2007) KO (2019) | R. Majka K’15              | A. Schmidt PiS    |                                  | P. Babinetz PiS | S. Piotrowicz PiS |                | J. Frydrych PO (2015) KO (2019) | P. Uruski PiS        | A. Matusiewicz PiS |                      |                  |            |          |                    |          | M. Kasprzak PSL |          | M. Kuchciński PiS |          |                     |
| IX   | 2019 | A. Śnieżek PiS | M. Rząsa PO (2007) KO (2019) |                            | A. Schmidt PiS    | M. Kurowska PiS                  | P. Babinetz PiS | T. Pamuła PiS     |                | J. Frydrych PO (2015) KO (2019) | P. Uruski PiS        |                    | T. Chrzan PiS        |                  |            |          |                    |          | M. Kasprzak PSL |          | M. Kuchciński PiS |          |                     |
| X    | 2023 |                | M. Rząsa PO (2007) KO (2019) | A. Zapałowski Konfederacja | A. Schmidt PiS    | M. Kurowska PiS                  | P. Babinetz PiS | T. Pamuła PiS     |                | J. Frydrych PO (2015) KO (2019) | P. Uruski PiS        | B. Romowicz TD     | T. Chrzan PiS        |                  |            |          |                    |          |                 |          | M. Kuchciński PiS |          |                     |

### Wybory parlamentarne 2001
| Komitet wyborczy                                      | Komitet wyborczy                              | Głosów | %     | Mandaty | Wybrani posłowie                                                   |
| ----------------------------------------------------- | --------------------------------------------- | ------ | ----- | ------- | ------------------------------------------------------------------ |
|                                                       | KKW Sojusz Lewicy Demokratycznej – Unia Pracy | 94 628 | 31,62 | 4       | Witold Firak, Marian Kawa, Wojciech Domaradzki, Tadeusz Kaleniecki |
|                                                       | Polskie Stronnictwo Ludowe                    | 47 582 | 15,90 | 2       | Adam Woś, Mieczysław Kasprzak                                      |
|                                                       | Samoobrona Rzeczpospolitej Polskiej           | 36 719 | 12,27 | 2       | Alicja Lis, Józef Głowa                                            |
|                                                       | Liga Polskich Rodzin                          | 35 577 | 11,89 | 1       | Ryszard Kędra                                                      |
|                                                       | KKW Akcja Wyborcza Solidarność Prawicy        | 30 805 | 10,29 | –       |                                                                    |
|                                                       | Prawo i Sprawiedliwość                        | 26 294 | 8,79  | 1       | Marek Kuchciński                                                   |
|                                                       | KWW Platforma Obywatelska                     | 21 010 | 7,02  | 1       | Elżbieta Łukacijewska                                              |
|                                                       | Unia Wolności                                 | 5243   | 1,75  | –       |                                                                    |
|                                                       | Alternatywa Ruch Społeczny                    | 1438   | 0,48  | –       |                                                                    |
| Frekwencja: 47,28% Źródło: Państwowa Komisja Wyborcza |                                               |        |       |         |                                                                    |

Poniższa tabela przedstawia podział mandatów dla komitetów wyborczych na podstawie uzyskanych głosów, a następnie obliczonych ilorazów wyborczych na podstawie zmodyfikowanej metody Sainte-Laguë.
| Podział mandatów dla komitetów wyborczych na podstawie zmodyfikowanej metody Sainte-Laguë | Podział mandatów dla komitetów wyborczych na podstawie zmodyfikowanej metody Sainte-Laguë | Podział mandatów dla komitetów wyborczych na podstawie zmodyfikowanej metody Sainte-Laguë | Podział mandatów dla komitetów wyborczych na podstawie zmodyfikowanej metody Sainte-Laguë | Podział mandatów dla komitetów wyborczych na podstawie zmodyfikowanej metody Sainte-Laguë | Podział mandatów dla komitetów wyborczych na podstawie zmodyfikowanej metody Sainte-Laguë | Podział mandatów dla komitetów wyborczych na podstawie zmodyfikowanej metody Sainte-Laguë | Podział mandatów dla komitetów wyborczych na podstawie zmodyfikowanej metody Sainte-Laguë | Podział mandatów dla komitetów wyborczych na podstawie zmodyfikowanej metody Sainte-Laguë | Podział mandatów dla komitetów wyborczych na podstawie zmodyfikowanej metody Sainte-Laguë | Podział mandatów dla komitetów wyborczych na podstawie zmodyfikowanej metody Sainte-Laguë | Podział mandatów dla komitetów wyborczych na podstawie zmodyfikowanej metody Sainte-Laguë | Podział mandatów dla komitetów wyborczych na podstawie zmodyfikowanej metody Sainte-Laguë |
| Komitet wyborczy                                                                          | Komitet wyborczy                                                                          | Liczba głosów                                                                             | Iloraz wyborczy                                                                           | Iloraz wyborczy                                                                           | Iloraz wyborczy                                                                           | Iloraz wyborczy                                                                           | Iloraz wyborczy                                                                           | Iloraz wyborczy                                                                           | Iloraz wyborczy                                                                           | Mandaty                                                                                   | TP                                                                                        |                                                                                           |
| Komitet wyborczy                                                                          | Komitet wyborczy                                                                          | Liczba głosów                                                                             | /1,4                                                                                      | /3                                                                                        | /5                                                                                        | /7                                                                                        | /9                                                                                        | ...                                                                                       | /21                                                                                       | Mandaty                                                                                   | TP                                                                                        |                                                                                           |
| ----------------------------------------------------------------------------------------- | ----------------------------------------------------------------------------------------- | ----------------------------------------------------------------------------------------- | ----------------------------------------------------------------------------------------- | ----------------------------------------------------------------------------------------- | ----------------------------------------------------------------------------------------- | ----------------------------------------------------------------------------------------- | ----------------------------------------------------------------------------------------- | ----------------------------------------------------------------------------------------- | ----------------------------------------------------------------------------------------- | ----------------------------------------------------------------------------------------- | ----------------------------------------------------------------------------------------- | ----------------------------------------------------------------------------------------- |
|                                                                                           | KKW Sojusz Lewicy Demokratycznej – Unia Pracy                                             | 94 628                                                                                    | 67 591                                                                                    | 31 543                                                                                    | 18 926                                                                                    | 13 518                                                                                    | 10 514                                                                                    | ...                                                                                       | 4506                                                                                      | 4                                                                                         | 3,98                                                                                      |                                                                                           |
|                                                                                           | Polskie Stronnictwo Ludowe                                                                | 47 582                                                                                    | 33 987                                                                                    | 15 861                                                                                    | 9516                                                                                      | 6797                                                                                      | 5287                                                                                      | ...                                                                                       | 2266                                                                                      | 2                                                                                         | 2,00                                                                                      |                                                                                           |
|                                                                                           | Samoobrona Rzeczpospolitej Polskiej                                                       | 36 719                                                                                    | 26 228                                                                                    | 12 240                                                                                    | 7344                                                                                      | 5246                                                                                      | 4080                                                                                      | ...                                                                                       | 1749                                                                                      | 2                                                                                         | 1,54                                                                                      |                                                                                           |
|                                                                                           | Liga Polskich Rodzin                                                                      | 35 577                                                                                    | 25 412                                                                                    | 11 859                                                                                    | 7115                                                                                      | 5082                                                                                      | 3953                                                                                      | ...                                                                                       | 1694                                                                                      | 1                                                                                         | 1,49                                                                                      |                                                                                           |
|                                                                                           | Prawo i Sprawiedliwość                                                                    | 26 294                                                                                    | 18 781                                                                                    | 8765                                                                                      | 5259                                                                                      | 3756                                                                                      | 2922                                                                                      | ...                                                                                       | 1252                                                                                      | 1                                                                                         | 1,10                                                                                      |                                                                                           |
|                                                                                           | KWW Platforma Obywatelska                                                                 | 21 010                                                                                    | 15 007                                                                                    | 7003                                                                                      | 4202                                                                                      | 3001                                                                                      | 2334                                                                                      | ...                                                                                       | 1000                                                                                      | 1                                                                                         | 0,88                                                                                      |                                                                                           |
| Ogółem                                                                                    | Ogółem                                                                                    | 261 810                                                                                   | —                                                                                         | —                                                                                         | —                                                                                         | —                                                                                         | —                                                                                         | —                                                                                         | —                                                                                         | 11                                                                                        | 11                                                                                        |                                                                                           |

### Wybory parlamentarne 2005
| Komitet wyborczy                                      | Komitet wyborczy                    | Głosów | %     | Mandaty | Wybrani posłowie                                                    |
| ----------------------------------------------------- | ----------------------------------- | ------ | ----- | ------- | ------------------------------------------------------------------- |
|                                                       | Prawo i Sprawiedliwość              | 92 319 | 33,78 | 4       | Stanisław Zając, Marek Kuchciński, Andrzej Ćwierz, Mieczysław Golba |
|                                                       | Platforma Obywatelska RP            | 42 189 | 15,44 | 2       | Elżbieta Łukacijewska, Tomasz Kulesza                               |
|                                                       | Liga Polskich Rodzin                | 37 241 | 13,63 | 2       | Marian Daszyk, Janusz Kołodziej                                     |
|                                                       | Samoobrona Rzeczpospolitej Polskiej | 32 339 | 11,83 | 1       | Janusz Maksymiuk                                                    |
|                                                       | Polskie Stronnictwo Ludowe          | 26 121 | 9,56  | 1       | Mieczysław Kasprzak                                                 |
|                                                       | Sojusz Lewicy Demokratycznej        | 25 030 | 9,16  | 1       | Wojciech Pomajda                                                    |
|                                                       | Socjaldemokracja Polska             | 6227   | 2,28  | –       |                                                                     |
|                                                       | Partia Demokratyczna – demokraci.pl | 2911   | 1,07  | –       |                                                                     |
|                                                       | Platforma Janusza Korwin-Mikke      | 2714   | 0,99  | –       |                                                                     |
|                                                       | Ruch Patriotyczny                   | 2072   | 0,76  | –       |                                                                     |
|                                                       | Polska Partia Pracy                 | 1373   | 0,50  | –       |                                                                     |
|                                                       | Dom Ojczysty                        | 1123   | 0,41  | –       |                                                                     |
|                                                       | Centrum                             | 984    | 0,36  | –       |                                                                     |
|                                                       | Polska Partia Narodowa              | 631    | 0,23  | –       |                                                                     |
| Frekwencja: 41,10% Źródło: Państwowa Komisja Wyborcza |                                     |        |       |         |                                                                     |

Poniższa tabela przedstawia podział mandatów dla komitetów wyborczych na podstawie uzyskanych głosów, a następnie obliczonych ilorazów wyborczych na podstawie metody D’Hondta.
| Podział mandatów dla komitetów wyborczych na podstawie metody D’Hondta | Podział mandatów dla komitetów wyborczych na podstawie metody D’Hondta | Podział mandatów dla komitetów wyborczych na podstawie metody D’Hondta | Podział mandatów dla komitetów wyborczych na podstawie metody D’Hondta | Podział mandatów dla komitetów wyborczych na podstawie metody D’Hondta | Podział mandatów dla komitetów wyborczych na podstawie metody D’Hondta | Podział mandatów dla komitetów wyborczych na podstawie metody D’Hondta | Podział mandatów dla komitetów wyborczych na podstawie metody D’Hondta | Podział mandatów dla komitetów wyborczych na podstawie metody D’Hondta | Podział mandatów dla komitetów wyborczych na podstawie metody D’Hondta | Podział mandatów dla komitetów wyborczych na podstawie metody D’Hondta | Podział mandatów dla komitetów wyborczych na podstawie metody D’Hondta |
| Komitet wyborczy                                                       | Komitet wyborczy                                                       | Liczba głosów                                                          | Iloraz wyborczy                                                        | Iloraz wyborczy                                                        | Iloraz wyborczy                                                        | Iloraz wyborczy                                                        | Iloraz wyborczy                                                        | Iloraz wyborczy                                                        | Iloraz wyborczy                                                        | Mandaty                                                                | TP                                                                     |
| Komitet wyborczy                                                       | Komitet wyborczy                                                       | Liczba głosów                                                          | /1                                                                     | /2                                                                     | /3                                                                     | /4                                                                     | /5                                                                     | ...                                                                    | /11                                                                    | Mandaty                                                                | TP                                                                     |
| ---------------------------------------------------------------------- | ---------------------------------------------------------------------- | ---------------------------------------------------------------------- | ---------------------------------------------------------------------- | ---------------------------------------------------------------------- | ---------------------------------------------------------------------- | ---------------------------------------------------------------------- | ---------------------------------------------------------------------- | ---------------------------------------------------------------------- | ---------------------------------------------------------------------- | ---------------------------------------------------------------------- | ---------------------------------------------------------------------- |
|                                                                        | Prawo i Sprawiedliwość                                                 | 92 319                                                                 | 92 319                                                                 | 46 160                                                                 | 30 773                                                                 | 23 080                                                                 | 18 464                                                                 | ...                                                                    | 8393                                                                   | 4                                                                      | 3,98                                                                   |
|                                                                        | Platforma Obywatelska RP                                               | 42 189                                                                 | 42 189                                                                 | 21 095                                                                 | 14 063                                                                 | 10 547                                                                 | 8438                                                                   | ...                                                                    | 3835                                                                   | 2                                                                      | 1,82                                                                   |
|                                                                        | Liga Polskich Rodzin                                                   | 37 241                                                                 | 37 241                                                                 | 18 621                                                                 | 12 414                                                                 | 9310                                                                   | 7448                                                                   | ...                                                                    | 3386                                                                   | 2                                                                      | 1,60                                                                   |
|                                                                        | Samoobrona Rzeczpospolitej Polskiej                                    | 32 339                                                                 | 32 339                                                                 | 16 170                                                                 | 10 780                                                                 | 8085                                                                   | 6468                                                                   | ...                                                                    | 2940                                                                   | 1                                                                      | 1,39                                                                   |
|                                                                        | Polskie Stronnictwo Ludowe                                             | 26 121                                                                 | 26 121                                                                 | 13 061                                                                 | 8707                                                                   | 6530                                                                   | 5224                                                                   | ...                                                                    | 2375                                                                   | 1                                                                      | 1,13                                                                   |
|                                                                        | Sojusz Lewicy Demokratycznej                                           | 25 030                                                                 | 25 030                                                                 | 12 515                                                                 | 8343                                                                   | 6258                                                                   | 5006                                                                   | ...                                                                    | 2275                                                                   | 1                                                                      | 1,08                                                                   |
| Ogółem                                                                 | Ogółem                                                                 | 255 239                                                                | —                                                                      | —                                                                      | —                                                                      | —                                                                      | —                                                                      | —                                                                      | —                                                                      | 11                                                                     | 11                                                                     |

### Wybory parlamentarne 2007
| Komitet wyborczy                                      | Komitet wyborczy                      | Głosów  | %     | Mandaty | Wybrani posłowie                                                                                            |
| ----------------------------------------------------- | ------------------------------------- | ------- | ----- | ------- | --- |
|                                                       | Prawo i Sprawiedliwość                | 145 913 | 44,19 | 6       | Marek Kuchciński, Stanisław Zając, Mieczysław Golba, Piotr Babinetz, Andrzej Ćwierz, Jan Bury, Adam Śnieżek |
|                                                       | Platforma Obywatelska RP              | 96 748  | 29,30 | 3       | Elżbieta Łukacijewska, Piotr Tomański, Tomasz Kulesza, Marek Rząsa                                          |
|                                                       | Polskie Stronnictwo Ludowe            | 42 786  | 12,96 | 1       | Mieczysław Kasprzak                                                                                         |
|                                                       | KKW Lewica i Demokraci SLD+SDPL+PD+UP | 30 399  | 9,21  | 1       | Wojciech Pomajda                                                                                            |
|                                                       | Samoobrona Rzeczpospolitej Polskiej   | 5973    | 1,81  | –       | |
|                                                       | Liga Polskich Rodzin                  | 4933    | 1,49  | –       | |
|                                                       | Polska Partia Pracy                   | 3476    | 1,05  | –       | |
| Frekwencja: 48,52% Źródło: Państwowa Komisja Wyborcza |                                       |         |       |         | |

Poniższa tabela przedstawia podział mandatów dla komitetów wyborczych na podstawie uzyskanych głosów, a następnie obliczonych ilorazów wyborczych na podstawie metody D’Hondta.
| Podział mandatów dla komitetów wyborczych na podstawie metody D’Hondta | Podział mandatów dla komitetów wyborczych na podstawie metody D’Hondta | Podział mandatów dla komitetów wyborczych na podstawie metody D’Hondta | Podział mandatów dla komitetów wyborczych na podstawie metody D’Hondta | Podział mandatów dla komitetów wyborczych na podstawie metody D’Hondta | Podział mandatów dla komitetów wyborczych na podstawie metody D’Hondta | Podział mandatów dla komitetów wyborczych na podstawie metody D’Hondta | Podział mandatów dla komitetów wyborczych na podstawie metody D’Hondta | Podział mandatów dla komitetów wyborczych na podstawie metody D’Hondta | Podział mandatów dla komitetów wyborczych na podstawie metody D’Hondta | Podział mandatów dla komitetów wyborczych na podstawie metody D’Hondta | Podział mandatów dla komitetów wyborczych na podstawie metody D’Hondta | Podział mandatów dla komitetów wyborczych na podstawie metody D’Hondta | Podział mandatów dla komitetów wyborczych na podstawie metody D’Hondta |
| Komitet wyborczy                                                       | Komitet wyborczy                                                       | Liczba głosów                                                          | Iloraz wyborczy                                                        | Iloraz wyborczy                                                        | Iloraz wyborczy                                                        | Iloraz wyborczy                                                        | Iloraz wyborczy                                                        | Iloraz wyborczy                                                        | Iloraz wyborczy                                                        | Iloraz wyborczy                                                        | Iloraz wyborczy                                                        | Mandaty                                                                | TP                                                                     |
| Komitet wyborczy                                                       | Komitet wyborczy                                                       | Liczba głosów                                                          | /1                                                                     | /2                                                                     | /3                                                                     | /4                                                                     | /5                                                                     | /6                                                                     | /7                                                                     | ...                                                                    | /11                                                                    | Mandaty                                                                | TP                                                                     |
| ---------------------------------------------------------------------- | ---------------------------------------------------------------------- | ---------------------------------------------------------------------- | ---------------------------------------------------------------------- | ---------------------------------------------------------------------- | ---------------------------------------------------------------------- | ---------------------------------------------------------------------- | ---------------------------------------------------------------------- | ---------------------------------------------------------------------- | ---------------------------------------------------------------------- | ---------------------------------------------------------------------- | ---------------------------------------------------------------------- | ---------------------------------------------------------------------- | ---------------------------------------------------------------------- |
|                                                                        | Prawo i Sprawiedliwość                                                 | 145 913                                                                | 145 913                                                                | 72 957                                                                 | 48 638                                                                 | 36 478                                                                 | 29 183                                                                 | 24 319                                                                 | 20 845                                                                 | ...                                                                    | 13 265                                                                 | 6                                                                      | 5,08                                                                   |
|                                                                        | Platforma Obywatelska RP                                               | 96 748                                                                 | 96 748                                                                 | 48 374                                                                 | 32 249                                                                 | 24 187                                                                 | 19 350                                                                 | 16 125                                                                 | 13 821                                                                 | ...                                                                    | 8795                                                                   | 3                                                                      | 3,37                                                                   |
|                                                                        | Polskie Stronnictwo Ludowe                                             | 42 786                                                                 | 42 786                                                                 | 21 393                                                                 | 14 262                                                                 | 10 697                                                                 | 8557                                                                   | 7131                                                                   | 6112                                                                   | ...                                                                    | 3890                                                                   | 1                                                                      | 1,49                                                                   |
|                                                                        | KKW Lewica i Demokraci SLD+SDPL+PD+UP                                  | 30 399                                                                 | 30 399                                                                 | 15 200                                                                 | 10 133                                                                 | 7600                                                                   | 6080                                                                   | 5067                                                                   | 4343                                                                   | ...                                                                    | 2764                                                                   | 1                                                                      | 1,06                                                                   |
| Ogółem                                                                 | Ogółem                                                                 | 315 846                                                                | —                                                                      | —                                                                      | —                                                                      | —                                                                      | —                                                                      | —                                                                      | —                                                                      | —                                                                      | —                                                                      | 11                                                                     | 11                                                                     |

### Wybory parlamentarne 2011
| Komitet wyborczy                                      | Komitet wyborczy                              | Głosów  | %     | Mandaty | Wybrani posłowie                                                                                          |
| ----------------------------------------------------- | --------------------------------------------- | ------- | ----- | ------- | --- |
|                                                       | Prawo i Sprawiedliwość                        | 133 320 | 44,73 | 6       | Marek Kuchciński, Bogdan Rzońca, Mieczysław Golba, Stanisław Piotrowicz, Kazimierz Ziobro, Piotr Babinetz |
|                                                       | Platforma Obywatelska RP                      | 75 403  | 25,30 | 3       | Małgorzata Chomycz, Piotr Tomański, Marek Rząsa, Tomasz Kulesza                                           |
|                                                       | Polskie Stronnictwo Ludowe                    | 37 702  | 12,65 | 1       | Mieczysław Kasprzak                                                                                       |
|                                                       | Ruch Palikota                                 | 21 044  | 7,06  | 1       | Małgorzata Marcinkiewicz                                                                                  |
|                                                       | Sojusz Lewicy Demokratycznej                  | 18 407  | 6,18  | –       | |
|                                                       | Polska Jest Najważniejsza                     | 4487    | 1,51  | –       | |
|                                                       | Nowa Prawica – Janusza Korwin-Mikke           | 4202    | 1,41  | –       | |
|                                                       | Prawica                                       | 1466    | 0,49  | –       | |
|                                                       | Polska Partia Pracy – Sierpień 80             | 1018    | 0,34  | –       | |
|                                                       | Nasz Dom Polska – Samoobrona Andrzeja Leppera | 981     | 0,33  | –       | |
| Frekwencja: 44,18% Źródło: Państwowa Komisja Wyborcza |                                               |         |       |         | |

Poniższa tabela przedstawia podział mandatów dla komitetów wyborczych na podstawie uzyskanych głosów, a następnie obliczonych ilorazów wyborczych na podstawie metody D’Hondta.
| Podział mandatów dla komitetów wyborczych na podstawie metody D’Hondta | Podział mandatów dla komitetów wyborczych na podstawie metody D’Hondta | Podział mandatów dla komitetów wyborczych na podstawie metody D’Hondta | Podział mandatów dla komitetów wyborczych na podstawie metody D’Hondta | Podział mandatów dla komitetów wyborczych na podstawie metody D’Hondta | Podział mandatów dla komitetów wyborczych na podstawie metody D’Hondta | Podział mandatów dla komitetów wyborczych na podstawie metody D’Hondta | Podział mandatów dla komitetów wyborczych na podstawie metody D’Hondta | Podział mandatów dla komitetów wyborczych na podstawie metody D’Hondta | Podział mandatów dla komitetów wyborczych na podstawie metody D’Hondta | Podział mandatów dla komitetów wyborczych na podstawie metody D’Hondta | Podział mandatów dla komitetów wyborczych na podstawie metody D’Hondta | Podział mandatów dla komitetów wyborczych na podstawie metody D’Hondta | Podział mandatów dla komitetów wyborczych na podstawie metody D’Hondta |
| Komitet wyborczy                                                       | Komitet wyborczy                                                       | Liczba głosów                                                          | Iloraz wyborczy                                                        | Iloraz wyborczy                                                        | Iloraz wyborczy                                                        | Iloraz wyborczy                                                        | Iloraz wyborczy                                                        | Iloraz wyborczy                                                        | Iloraz wyborczy                                                        | Iloraz wyborczy                                                        | Iloraz wyborczy                                                        | Mandaty                                                                | TP                                                                     |
| Komitet wyborczy                                                       | Komitet wyborczy                                                       | Liczba głosów                                                          | /1                                                                     | /2                                                                     | /3                                                                     | /4                                                                     | /5                                                                     | /6                                                                     | /7                                                                     | ...                                                                    | /11                                                                    | Mandaty                                                                | TP                                                                     |
| ---------------------------------------------------------------------- | ---------------------------------------------------------------------- | ---------------------------------------------------------------------- | ---------------------------------------------------------------------- | ---------------------------------------------------------------------- | ---------------------------------------------------------------------- | ---------------------------------------------------------------------- | ---------------------------------------------------------------------- | ---------------------------------------------------------------------- | ---------------------------------------------------------------------- | ---------------------------------------------------------------------- | ---------------------------------------------------------------------- | ---------------------------------------------------------------------- | ---------------------------------------------------------------------- |
|                                                                        | Prawo i Sprawiedliwość                                                 | 133 320                                                                | 133 320                                                                | 66 660                                                                 | 44 440                                                                 | 33 330                                                                 | 26 664                                                                 | 22 220                                                                 | 19 046                                                                 | ...                                                                    | 12 120                                                                 | 6                                                                      | 5,13                                                                   |
|                                                                        | Platforma Obywatelska RP                                               | 75 403                                                                 | 75 403                                                                 | 37 702                                                                 | 25 134                                                                 | 18 851                                                                 | 15 081                                                                 | 12 567                                                                 | 10 772                                                                 | ...                                                                    | 6855                                                                   | 3                                                                      | 2,90                                                                   |
|                                                                        | Polskie Stronnictwo Ludowe                                             | 37 702                                                                 | 37 702                                                                 | 18 851                                                                 | 12 567                                                                 | 9426                                                                   | 7540                                                                   | 6284                                                                   | 5386                                                                   | ...                                                                    | 3427                                                                   | 1                                                                      | 1,45                                                                   |
|                                                                        | Ruch Palikota                                                          | 21 044                                                                 | 21 044                                                                 | 10 522                                                                 | 7015                                                                   | 5261                                                                   | 4209                                                                   | 3507                                                                   | 3006                                                                   | ...                                                                    | 1913                                                                   | 1                                                                      | 0,81                                                                   |
|                                                                        | Sojusz Lewicy Demokratycznej                                           | 18 407                                                                 | 18 407                                                                 | 9204                                                                   | 6136                                                                   | 4602                                                                   | 3681                                                                   | 3068                                                                   | 2630                                                                   | ...                                                                    | 1673                                                                   | 0                                                                      | 0,71                                                                   |
| Ogółem                                                                 | Ogółem                                                                 | 285 876                                                                | —                                                                      | —                                                                      | —                                                                      | —                                                                      | —                                                                      | —                                                                      | —                                                                      | —                                                                      | —                                                                      | 11                                                                     | 11                                                                     |

### Wybory parlamentarne 2015
| Komitet wyborczy                                      | Komitet wyborczy                             | Głosów  | %     | Mandaty | Wybrani posłowie |
| ----------------------------------------------------- | -------------------------------------------- | ------- | ----- | ------- | --- |
|                                                       | Prawo i Sprawiedliwość                       | 174 900 | 53,51 | 7       | Marek Kuchciński, Bogdan Rzońca, Anna Schmidt, Stanisław Piotrowicz, Piotr Uruski, Piotr Babinetz, Andrzej Matusiewicz, Adam Śnieżek |
|                                                       | Platforma Obywatelska RP                     | 44 971  | 13,76 | 2       | Marek Rząsa, Joanna Frydrych |
|                                                       | KWW Kukiz’15                                 | 29 919  | 9,15  | 1       | Wojciech Bakun, Robert Majka |
|                                                       | Polskie Stronnictwo Ludowe                   | 23 805  | 7,28  | 1       | Mieczysław Kasprzak |
|                                                       | KKW Zjednoczona Lewica SLD+TR+PPS+UP+Zieloni | 14 893  | 4,56  | –       | |
|                                                       | KORWiN                                       | 13 984  | 4,28  | –       | |
|                                                       | Nowoczesna Ryszarda Petru                    | 12 981  | 3,97  | –       | |
|                                                       | Partia Razem                                 | 7595    | 2,32  | –       | |
|                                                       | KWW JOW Bezpartyjni                          | 2289    | 0,70  | –       | |
|                                                       | KWW Zbigniewa Stonogi                        | 1528    | 0,47  | –       | |
| Frekwencja: 47,47% Źródło: Państwowa Komisja Wyborcza |                                              |         |       |         | |

Poniższa tabela przedstawia podział mandatów dla komitetów wyborczych na podstawie uzyskanych głosów, a następnie obliczonych ilorazów wyborczych na podstawie metody D’Hondta.
| Podział mandatów dla komitetów wyborczych na podstawie metody D’Hondta | Podział mandatów dla komitetów wyborczych na podstawie metody D’Hondta | Podział mandatów dla komitetów wyborczych na podstawie metody D’Hondta | Podział mandatów dla komitetów wyborczych na podstawie metody D’Hondta | Podział mandatów dla komitetów wyborczych na podstawie metody D’Hondta | Podział mandatów dla komitetów wyborczych na podstawie metody D’Hondta | Podział mandatów dla komitetów wyborczych na podstawie metody D’Hondta | Podział mandatów dla komitetów wyborczych na podstawie metody D’Hondta | Podział mandatów dla komitetów wyborczych na podstawie metody D’Hondta | Podział mandatów dla komitetów wyborczych na podstawie metody D’Hondta | Podział mandatów dla komitetów wyborczych na podstawie metody D’Hondta | Podział mandatów dla komitetów wyborczych na podstawie metody D’Hondta | Podział mandatów dla komitetów wyborczych na podstawie metody D’Hondta | Podział mandatów dla komitetów wyborczych na podstawie metody D’Hondta | Podział mandatów dla komitetów wyborczych na podstawie metody D’Hondta |
| Komitet wyborczy                                                       | Komitet wyborczy                                                       | Liczba głosów                                                          | Iloraz wyborczy                                                        | Iloraz wyborczy                                                        | Iloraz wyborczy                                                        | Iloraz wyborczy                                                        | Iloraz wyborczy                                                        | Iloraz wyborczy                                                        | Iloraz wyborczy                                                        | Iloraz wyborczy                                                        | Iloraz wyborczy                                                        | Iloraz wyborczy                                                        | Mandaty                                                                | TP                                                                     |
| Komitet wyborczy                                                       | Komitet wyborczy                                                       | Liczba głosów                                                          | /1                                                                     | /2                                                                     | /3                                                                     | /4                                                                     | /5                                                                     | /6                                                                     | /7                                                                     | /8                                                                     | ...                                                                    | /11                                                                    | Mandaty                                                                | TP                                                                     |
| ---------------------------------------------------------------------- | ---------------------------------------------------------------------- | ---------------------------------------------------------------------- | ---------------------------------------------------------------------- | ---------------------------------------------------------------------- | ---------------------------------------------------------------------- | ---------------------------------------------------------------------- | ---------------------------------------------------------------------- | ---------------------------------------------------------------------- | ---------------------------------------------------------------------- | ---------------------------------------------------------------------- | ---------------------------------------------------------------------- | ---------------------------------------------------------------------- | ---------------------------------------------------------------------- | ---------------------------------------------------------------------- |
|                                                                        | Prawo i Sprawiedliwość                                                 | 174 900                                                                | 174 900                                                                | 87 450                                                                 | 58 300                                                                 | 43 725                                                                 | 34 980                                                                 | 29 150                                                                 | 24 986                                                                 | 21 863                                                                 | ...                                                                    | 15 900                                                                 | 7                                                                      | 6,71                                                                   |
|                                                                        | Platforma Obywatelska RP                                               | 44 971                                                                 | 44 971                                                                 | 22 486                                                                 | 14 990                                                                 | 11 243                                                                 | 8994                                                                   | 7495                                                                   | 6424                                                                   | 5621                                                                   | ...                                                                    | 4088                                                                   | 2                                                                      | 1,73                                                                   |
|                                                                        | KWW Kukiz’15                                                           | 29 919                                                                 | 29 919                                                                 | 14 960                                                                 | 9973                                                                   | 7480                                                                   | 5984                                                                   | 4987                                                                   | 4274                                                                   | 3740                                                                   | ...                                                                    | 2720                                                                   | 1                                                                      | 1,15                                                                   |
|                                                                        | Polskie Stronnictwo Ludowe                                             | 23 805                                                                 | 23 805                                                                 | 11 903                                                                 | 7935                                                                   | 5951                                                                   | 4761                                                                   | 3968                                                                   | 3401                                                                   | 2976                                                                   | ...                                                                    | 2164                                                                   | 1                                                                      | 0,91                                                                   |
|                                                                        | Nowoczesna Ryszarda Petru                                              | 12 981                                                                 | 12 981                                                                 | 6491                                                                   | 4327                                                                   | 3245                                                                   | 2596                                                                   | 2164                                                                   | 1854                                                                   | 1623                                                                   | ...                                                                    | 1180                                                                   | 0                                                                      | 0,50                                                                   |
| Ogółem                                                                 | Ogółem                                                                 | 286 576                                                                | —                                                                      | —                                                                      | —                                                                      | —                                                                      | —                                                                      | —                                                                      | —                                                                      | —                                                                      | —                                                                      | —                                                                      | 11                                                                     | 11                                                                     |

### Wybory parlamentarne 2019
| Komitet wyborczy                                      | Komitet wyborczy                           | Głosów  | %     | Mandaty | Wybrani posłowie |
| ----------------------------------------------------- | ------------------------------------------ | ------- | ----- | ------- | --- |
|                                                       | Prawo i Sprawiedliwość                     | 247 488 | 63,36 | 8       | Marek Kuchciński, Anna Schmidt, Piotr Uruski, Maria Kurowska, Piotr Babinetz, Teresa Pamuła, Adam Śnieżek, Tadeusz Chrzan |
|                                                       | KKW Koalicja Obywatelska PO .N iPL Zieloni | 62 246  | 15,94 | 2       | Joanna Frydrych, Marek Rząsa                                                                                              |
|                                                       | Polskie Stronnictwo Ludowe                 | 30 655  | 7,85  | 1       | Mieczysław Kasprzak |
|                                                       | Konfederacja Wolność i Niepodległość       | 26 615  | 6,81  | –       | |
|                                                       | Sojusz Lewicy Demokratycznej               | 23 577  | 6,04  | –       | |
| Frekwencja: 56,37% Źródło: Państwowa Komisja Wyborcza |                                            |         |       |         | |

Poniższa tabela przedstawia podział mandatów dla komitetów wyborczych na podstawie uzyskanych głosów, a następnie obliczonych ilorazów wyborczych na podstawie metody D’Hondta.
| Podział mandatów dla komitetów wyborczych na podstawie metody D’Hondta | Podział mandatów dla komitetów wyborczych na podstawie metody D’Hondta | Podział mandatów dla komitetów wyborczych na podstawie metody D’Hondta | Podział mandatów dla komitetów wyborczych na podstawie metody D’Hondta | Podział mandatów dla komitetów wyborczych na podstawie metody D’Hondta | Podział mandatów dla komitetów wyborczych na podstawie metody D’Hondta | Podział mandatów dla komitetów wyborczych na podstawie metody D’Hondta | Podział mandatów dla komitetów wyborczych na podstawie metody D’Hondta | Podział mandatów dla komitetów wyborczych na podstawie metody D’Hondta | Podział mandatów dla komitetów wyborczych na podstawie metody D’Hondta | Podział mandatów dla komitetów wyborczych na podstawie metody D’Hondta | Podział mandatów dla komitetów wyborczych na podstawie metody D’Hondta | Podział mandatów dla komitetów wyborczych na podstawie metody D’Hondta | Podział mandatów dla komitetów wyborczych na podstawie metody D’Hondta | Podział mandatów dla komitetów wyborczych na podstawie metody D’Hondta | Podział mandatów dla komitetów wyborczych na podstawie metody D’Hondta |
| Komitet wyborczy                                                       | Komitet wyborczy                                                       | Liczba głosów                                                          | Iloraz wyborczy                                                        | Iloraz wyborczy                                                        | Iloraz wyborczy                                                        | Iloraz wyborczy                                                        | Iloraz wyborczy                                                        | Iloraz wyborczy                                                        | Iloraz wyborczy                                                        | Iloraz wyborczy                                                        | Iloraz wyborczy                                                        | Iloraz wyborczy                                                        | Iloraz wyborczy                                                        | Mandaty                                                                | TP                                                                     |
| Komitet wyborczy                                                       | Komitet wyborczy                                                       | Liczba głosów                                                          | /1                                                                     | /2                                                                     | /3                                                                     | /4                                                                     | /5                                                                     | /6                                                                     | /7                                                                     | /8                                                                     | /9                                                                     | /10                                                                    | /11                                                                    | Mandaty                                                                | TP                                                                     |
| ---------------------------------------------------------------------- | ---------------------------------------------------------------------- | ---------------------------------------------------------------------- | ---------------------------------------------------------------------- | ---------------------------------------------------------------------- | ---------------------------------------------------------------------- | ---------------------------------------------------------------------- | ---------------------------------------------------------------------- | ---------------------------------------------------------------------- | ---------------------------------------------------------------------- | ---------------------------------------------------------------------- | ---------------------------------------------------------------------- | ---------------------------------------------------------------------- | ---------------------------------------------------------------------- | ---------------------------------------------------------------------- | ---------------------------------------------------------------------- |
|                                                                        | Prawo i Sprawiedliwość                                                 | 247 488                                                                | 247 488                                                                | 123 744                                                                | 82 496                                                                 | 61 872                                                                 | 49 498                                                                 | 41 248                                                                 | 35 355                                                                 | 30 936                                                                 | 27 499                                                                 | 24 749                                                                 | 22 499                                                                 | 8                                                                      | 6,97                                                                   |
|                                                                        | KKW Koalicja Obywatelska PO .N iPL Zieloni                             | 62 246                                                                 | 62 246                                                                 | 31 123                                                                 | 20 749                                                                 | 15 562                                                                 | 12 449                                                                 | 10 374                                                                 | 8892                                                                   | 7781                                                                   | 6916                                                                   | 6225                                                                   | 5659                                                                   | 2                                                                      | 1,75                                                                   |
|                                                                        | Polskie Stronnictwo Ludowe                                             | 30 655                                                                 | 30 655                                                                 | 15 328                                                                 | 10 218                                                                 | 7664                                                                   | 6131                                                                   | 5109                                                                   | 4379                                                                   | 3832                                                                   | 3406                                                                   | 3066                                                                   | 2787                                                                   | 1                                                                      | 0,86                                                                   |
|                                                                        | Konfederacja Wolność i Niepodległość                                   | 26 615                                                                 | 26 615                                                                 | 13 308                                                                 | 8872                                                                   | 6654                                                                   | 5323                                                                   | 4436                                                                   | 3802                                                                   | 3327                                                                   | 2957                                                                   | 2662                                                                   | 2420                                                                   | 0                                                                      | 0,75                                                                   |
|                                                                        | Sojusz Lewicy Demokratycznej                                           | 23 577                                                                 | 23 577                                                                 | 11 789                                                                 | 7859                                                                   | 5894                                                                   | 4715                                                                   | 3930                                                                   | 3368                                                                   | 2947                                                                   | 2620                                                                   | 2358                                                                   | 2143                                                                   | 0                                                                      | 0,66                                                                   |
| Ogółem                                                                 | Ogółem                                                                 | 390 581                                                                | —                                                                      | —                                                                      | —                                                                      | —                                                                      | —                                                                      | —                                                                      | —                                                                      | —                                                                      | —                                                                      | —                                                                      | —                                                                      | 11                                                                     | 11                                                                     |

### Wybory parlamentarne 2023
| Komitet wyborczy                                      | Komitet wyborczy                                                           | Głosów  | %     | Mandaty | Wybrani posłowie                                                                                            |
| ----------------------------------------------------- | -------------------------------------------------------------------------- | ------- | ----- | ------- | --- |
|                                                       | Prawo i Sprawiedliwość                                                     | 241 790 | 54,70 | 7       | Marek Kuchciński, Anna Schmidt, Piotr Uruski, Maria Kurowska, Teresa Pamuła, Piotr Babinetz, Tadeusz Chrzan |
|                                                       | KKW Koalicja Obywatelska PO .N iPL Zieloni                                 | 70 054  | 15,85 | 2       | Joanna Frydrych, Marek Rząsa                                                                                |
|                                                       | KKW Trzecia Droga Polska 2050 Szymona Hołowni – Polskie Stronnictwo Ludowe | 60 938  | 13,79 | 1       | Bartosz Romowicz                                                                                            |
|                                                       | Konfederacja Wolność i Niepodległość                                       | 38 080  | 8,62  | 1       | Andrzej Zapałowski                                                                                          |
|                                                       | Nowa Lewica                                                                | 19 750  | 4,47  | –       | |
|                                                       | Bezpartyjni Samorządowcy                                                   | 9165    | 2,07  | –       | |
|                                                       | KWW Ruchu Dobrobytu i Pokoju                                               | 2219    | 0,50  | –       | |
| Frekwencja: 67,92% Źródło: Państwowa Komisja Wyborcza |                                                                            |         |       |         | |

Poniższa tabela przedstawia podział mandatów dla komitetów wyborczych na podstawie uzyskanych głosów, a następnie obliczonych ilorazów wyborczych na podstawie metody D’Hondta.
| Podział mandatów dla komitetów wyborczych na podstawie metody D’Hondta | Podział mandatów dla komitetów wyborczych na podstawie metody D’Hondta     | Podział mandatów dla komitetów wyborczych na podstawie metody D’Hondta | Podział mandatów dla komitetów wyborczych na podstawie metody D’Hondta | Podział mandatów dla komitetów wyborczych na podstawie metody D’Hondta | Podział mandatów dla komitetów wyborczych na podstawie metody D’Hondta | Podział mandatów dla komitetów wyborczych na podstawie metody D’Hondta | Podział mandatów dla komitetów wyborczych na podstawie metody D’Hondta | Podział mandatów dla komitetów wyborczych na podstawie metody D’Hondta | Podział mandatów dla komitetów wyborczych na podstawie metody D’Hondta | Podział mandatów dla komitetów wyborczych na podstawie metody D’Hondta | Podział mandatów dla komitetów wyborczych na podstawie metody D’Hondta | Podział mandatów dla komitetów wyborczych na podstawie metody D’Hondta | Podział mandatów dla komitetów wyborczych na podstawie metody D’Hondta | Podział mandatów dla komitetów wyborczych na podstawie metody D’Hondta | Podział mandatów dla komitetów wyborczych na podstawie metody D’Hondta |
| Komitet wyborczy                                                       | Komitet wyborczy                                                           | Liczba głosów                                                          | Iloraz wyborczy                                                        | Iloraz wyborczy                                                        | Iloraz wyborczy                                                        | Iloraz wyborczy                                                        | Iloraz wyborczy                                                        | Iloraz wyborczy                                                        | Iloraz wyborczy                                                        | Iloraz wyborczy                                                        | Iloraz wyborczy                                                        | Iloraz wyborczy                                                        | Iloraz wyborczy                                                        | Mandaty                                                                | TP                                                                     |
| Komitet wyborczy                                                       | Komitet wyborczy                                                           | Liczba głosów                                                          | /1                                                                     | /2                                                                     | /3                                                                     | /4                                                                     | /5                                                                     | /6                                                                     | /7                                                                     | /8                                                                     | /9                                                                     | /10                                                                    | /11                                                                    | Mandaty                                                                | TP                                                                     |
| ---------------------------------------------------------------------- | -------------------------------------------------------------------------- | ---------------------------------------------------------------------- | ---------------------------------------------------------------------- | ---------------------------------------------------------------------- | ---------------------------------------------------------------------- | ---------------------------------------------------------------------- | ---------------------------------------------------------------------- | ---------------------------------------------------------------------- | ---------------------------------------------------------------------- | ---------------------------------------------------------------------- | ---------------------------------------------------------------------- | ---------------------------------------------------------------------- | ---------------------------------------------------------------------- | ---------------------------------------------------------------------- | ---------------------------------------------------------------------- |
|                                                                        | Prawo i Sprawiedliwość                                                     | 241 790                                                                | 241 790                                                                | 120 895                                                                | 80 597                                                                 | 60 448                                                                 | 48 358                                                                 | 40 298                                                                 | 34 541                                                                 | 30 224                                                                 | 26 866                                                                 | 24 179                                                                 | 21 981                                                                 | 7                                                                      | 6,18                                                                   |
|                                                                        | KKW Koalicja Obywatelska PO .N iPL Zieloni                                 | 70 054                                                                 | 70 054                                                                 | 35 027                                                                 | 23 351                                                                 | 17 514                                                                 | 14 011                                                                 | 11 676                                                                 | 10 008                                                                 | 8757                                                                   | 7784                                                                   | 7005                                                                   | 6369                                                                   | 2                                                                      | 1,79                                                                   |
|                                                                        | KKW Trzecia Droga Polska 2050 Szymona Hołowni – Polskie Stronnictwo Ludowe | 60 938                                                                 | 60 938                                                                 | 30 469                                                                 | 20 313                                                                 | 15 235                                                                 | 12 188                                                                 | 10 156                                                                 | 8705                                                                   | 7617                                                                   | 6771                                                                   | 6094                                                                   | 5540                                                                   | 1                                                                      | 1,56                                                                   |
|                                                                        | Konfederacja Wolność i Niepodległość                                       | 38 080                                                                 | 38 080                                                                 | 19 040                                                                 | 12 693                                                                 | 9520                                                                   | 7616                                                                   | 6347                                                                   | 5440                                                                   | 4760                                                                   | 4231                                                                   | 3808                                                                   | 3462                                                                   | 1                                                                      | 0,97                                                                   |
|                                                                        | Nowa Lewica                                                                | 19 750                                                                 | 19 750                                                                 | 9875                                                                   | 6583                                                                   | 4938                                                                   | 3950                                                                   | 3292                                                                   | 2821                                                                   | 2469                                                                   | 2194                                                                   | 1975                                                                   | 1795                                                                   | 0                                                                      | 0,50                                                                   |
| Ogółem                                                                 | Ogółem                                                                     | 430 612                                                                | —                                                                      | —                                                                      | —                                                                      | —                                                                      | —                                                                      | —                                                                      | —                                                                      | —                                                                      | —                                                                      | —                                                                      | —                                                                      | 11                                                                     | 11                                                                     |